# Relations entre l'Australie et la Norvège
Les relations entre l'Australie et la Norvège font référence aux relations bilatérales entre l'Australie et le royaume de Norvège.

## Histoire
Les relations diplomatiques entre le commonwealth d'Australie et le royaume de Norvège ont été établies en 1970.
L'Australie n'a actuellement pas de consulat en Norvège, mais se réfère plutôt à son ambassade au Danemark. La Norvège a une ambassade à Canberra.